# 쌀식초
쌀식초(쌀食醋, 영어: rice vinegar)는 쌀로 만든 식초이다. 2015년에는 대한민국의 "작주부본 곡자발효식초"와 "누룩발효곡물식초"가 슬로 푸드 선정 맛의 방주에 등재되었다.

## 종류
- 막걸리식초
- 현미식초
- 융춘 식초
- 전장 식초

## 사진 갤러리

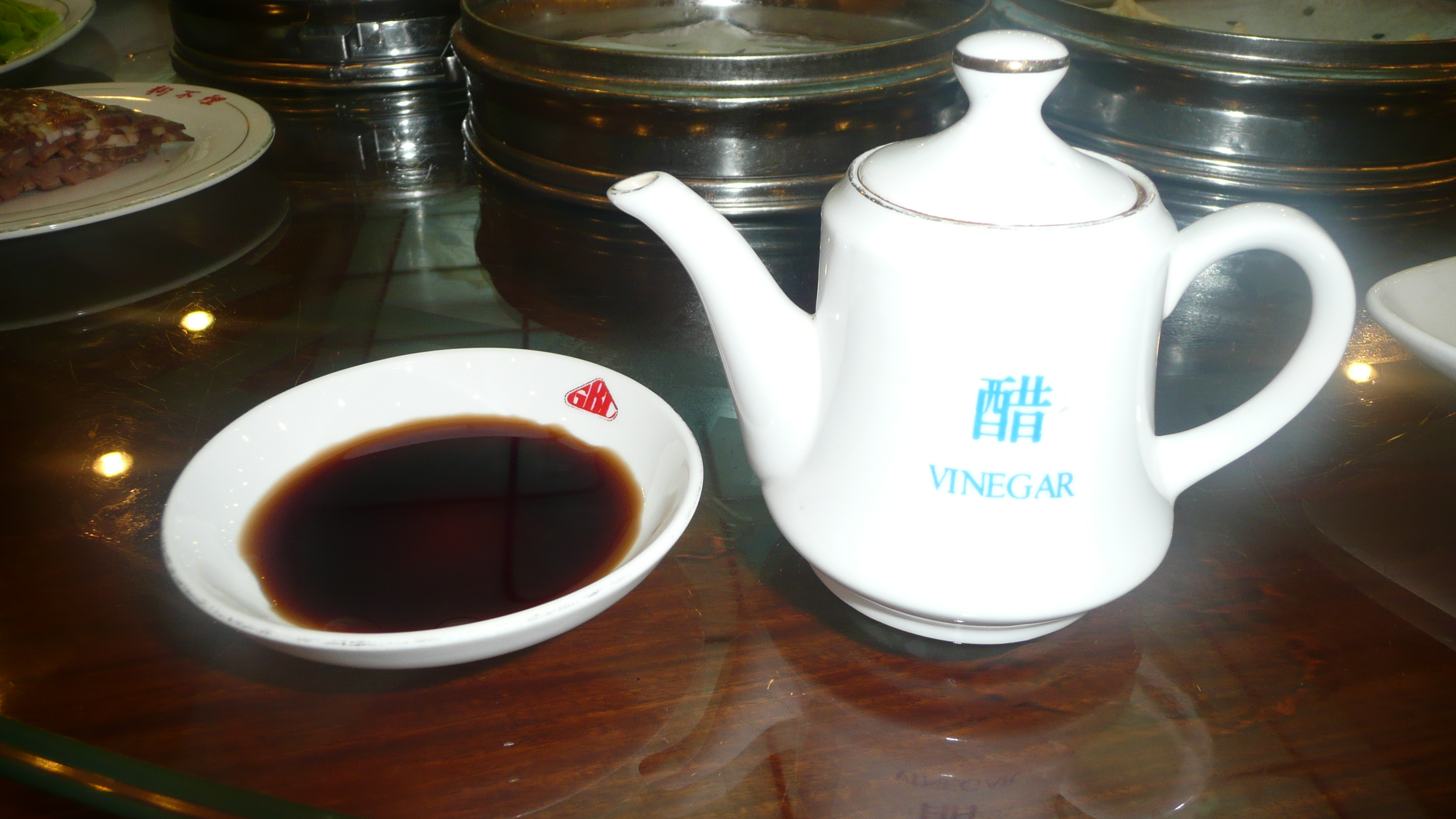
흑식초
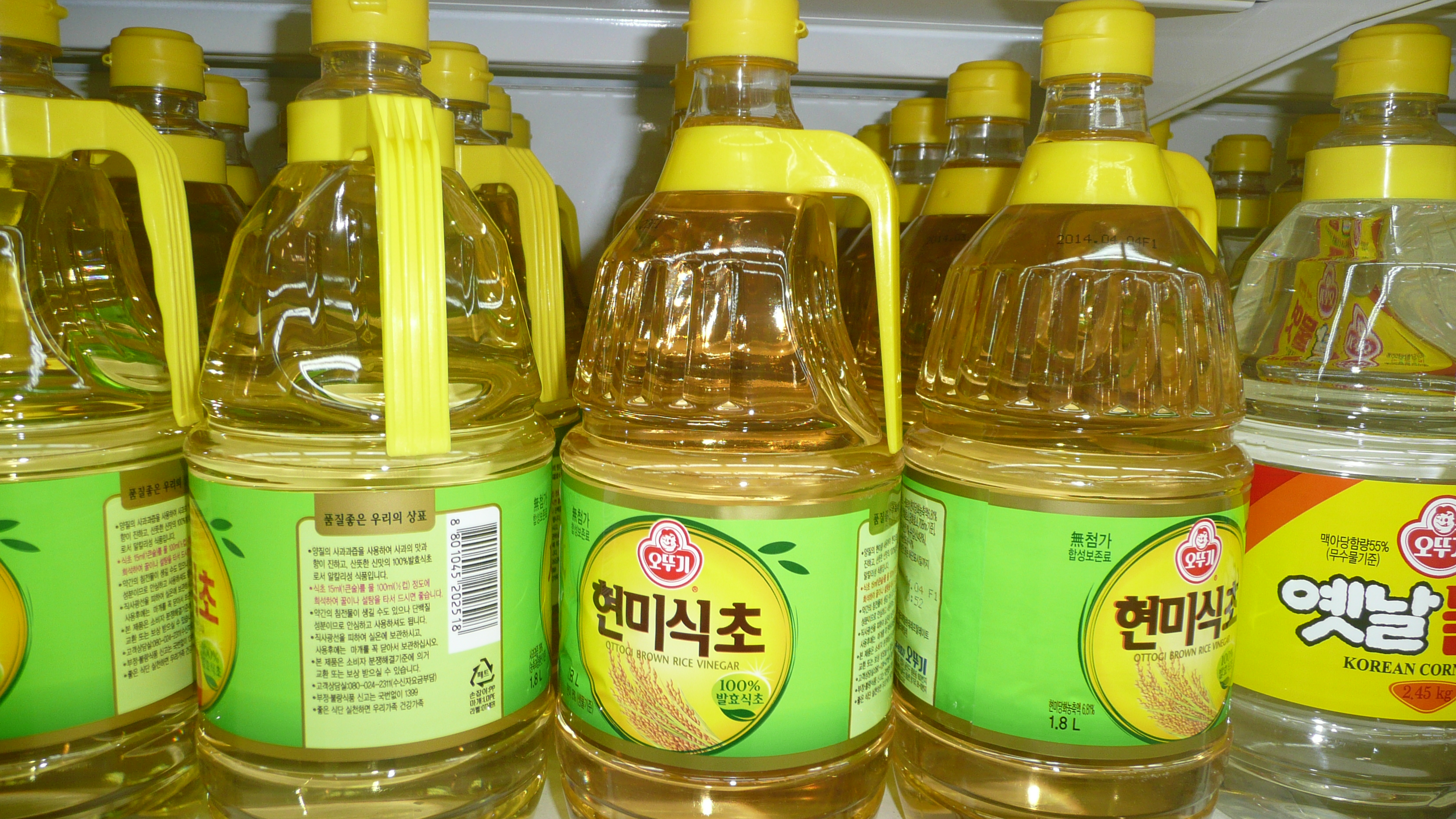
현미식초

## 같이 보기
- 흑식초